# .ki
.ki là tên miền quốc gia cấp cao nhất (ccTLD) của Kiribati.
Từ đầu thập niên 1990 đến đầu thập niên 2000 tên miền được quản lý trên danh nghĩa của Cộng hòa Kiribati của ISP Úc, Connect.com.au với Đại diện Thủy sản Diễn đàn, có trụ sở tại Honiara, Đảo Solomon là nhà tài trợ chính, sau đó được chuyển đến Bộ Thủy sản và Phát triển tài nguyên biển của Kiribati và cuối cùng đến Bộ Viễn thông, Giao thông, và Phát triển Du lịch. Vào năm 2002 sự quản lý trực tiếp tên miền được chuyển giao cho Công ty Trách nhiệm hữu hạn Dịch vụ Viễn thông Kiribati sử dụng một hệ thống các nhà đăng ký tương tự như các gTLD; tuy nhiên, chỉ có một số trang dùng tên miền.ki. Vì vị trí của Kiribati và việc kết nối Internet hạn chế, các trang web của Kiribati không phổ biến, như trang web chính phủ, rất chậm hoặc không truy cập được, tuy nhiên nhiều trang.ki đặt ở nước ngoài.

## Các tên miền cấp 2
Tên miền được đăng ký trực tiếp dưới .ki, hoặc tên cấp 3 dưới com.ki, biz.ki, net.ki, info.ki, org.ki, gov.ki, edu.ki, mob.ki, và tel.ki. Phí cho tên miền cấp 2 là $1000AUD, trong khi tất cả các cái khác trừ edu.ki là $50AUD, đều là $150AUD. edu.ki và gov.ki được dự trữ cho các cơ quan tương ứng ở Kiribati, như Đại học Nam Thái Bình Dương, Trung tâm Kiribati.